# منتخب كتالونيا لكرة القدم
منتخب كاتالونيا لكرة القدم (بالكتالونية: Selecció de futbol de Catalunya)‏ منتخب لرياضة كرة القدم غير رسمي . يتكون من مجموعة لاعبين من أندية إقليم كتلونيا ذوي الأصل الكتلوني.
المنتخب لا ينتمي لأي من الفيفا أو الويفا، بل هم مواطنون إسباني لهم الحق الكامل بالمشاركة بـمنتخب إسبانيا.